# تاكاهيرو نيشيجيما
تاكاهيرو نيشيجيما (باليابانية: 西島 隆弘) مغني وممثل ياباني، والمغني الرئيسي في فرقة أي أي أي اليابانية. ومغني منفرد بأسم «نيسي» (بالإنجليزية: Nissy)‏. ولد يوم 30 أيلول 1986 في سابورو، هوكايدو.

## أعماله

### أفلام
- التعرض للحب

### مسلسلات
- حب يجعلك تبكي

## روابط خارجية
- تاكاهيرو نيشيجيما على موقع IMDb (الإنجليزية)
- تاكاهيرو نيشيجيما على موقع ألو سيني (الفرنسية)
- تاكاهيرو نيشيجيما على موقع ميوزك برينز (الإنجليزية)
- تاكاهيرو نيشيجيما على موقع أول موفي (الإنجليزية)
- تاكاهيرو نيشيجيما على موقع ديسكوغز (الإنجليزية)
- تاكاهيرو نيشيجيما على موقع قاعدة بيانات الفيلم (الإنجليزية)
- تاكاهيرو نيشيجيما على موقع كينوبويسك (الروسية)